# トレジャーフェスタ
トレジャーフェスタとは、ガレージキット、フィギュア、ドール、中古玩具の即売、コスプレの複合イベントである。

## 概要
当日版権システムを採用している。これまで幕張、有明、神戸で開催された。会場内の宝箱カード探しや、フィギュア体験教室、特殊メイク体験ブース等がある。
地雷除去のためのチャリティオークションを開催している。

## 沿革
- 幕張プロローグ:2009年2月22日
  - このイベントは、中止となったワンダーフェスティバル2009[冬]の代替イベントとなった。
- 有明1:2009年4月5日
- 神戸1:2009年4月29日
- 有明2:2009年10月12日
- 有明3:2010年5月4日
- AKIBA:2010年6月20日
- 神戸2:2010年10月31日
- 有明4:2010年12月12日
- 有明5:2011年5月5日
- 神戸3:2011年10月10日
- 有明6:2011年12月18日
- 有明7:2012年5月5日
- 神戸4:2012年10月28日
- 有明8:2012年12月16日
- 有明9:2013年5月5日
- 神戸5:2013年10月20日
- 有明10:2013年12月23日
- 有明11:2014年5月5日
- 神戸6:2014年11月2日
- 有明12:2014年12月14日
- 有明13:2015年5月5日
- 神戸7:2015年11月8日
- 有明14:2015年12月13日